# Giovanni Fausti
Giovanni Fausti (Brozzo, 19 ottobre 1899 – Scutari, 4 marzo 1946) è stato un gesuita e missionario italiano.

## Biografia
Nasce a Brozzo, frazione di Marcheno in Val Trompia, provincia di Brescia, il 19 ottobre 1899.
Primo di 12 fratelli, entrò giovanissimo al seminario interdiocesano di Brescia, divenendo amico, tra gli altri, di Giovanni Battista Montini, il futuro papa Paolo VI. Nel 1922 venne ordinato sacerdote e conseguì la laurea presso la Pontificia Università Gregoriana. L'anno successivo divenne docente di filosofia a Brescia al seminario medesimo.
Nel 1924 si unì alla Compagnia di Gesù a Gorizia e dal 1929 al 1932 ricoprì la cattedra di filosofia a Scutari.
È stato lo zio del gesuita Silvano Fausti.

## Attività pastorale
Nel 1932 rientrò a Mantova per ricoprire la cattedra di filosofia e ministro responsabile di quella comunità dei Gesuiti. Dall'agosto 1933 e fino al 1936 si sottopose a molte cure per tutelare la sua salute. All'inizio del 1936 ricominciò l'insegnamento, in Italia dove il 2 febbraio 1936 emise la professione solenne nell'Ordine; a Gallarate rimase fino al 1942 quando i superiori della Compagnia di Gesù, a luglio, lo nominarono rettore del pontificio seminario di Scutari e dell'annesso collegio Saveriano.
Mentre era in Albania fu un pioniere del dialogo islamo-cristiano. In quel piccolo e arretrato paese, Giovanni Fausti aveva saputo “uscire” da sé e dal proprio mondo per trovare nell'incontro con l'Altro la chiave per un'avventura destinata a un grande futuro, a tradursi nella dichiarazione conciliare “Nostra Aetate” o in quello spirito di Assisi che 50 anni prima sarebbe sembrato un sogno impossibile.
Ecco allora alcuni passi, raccolti insieme, tratti dai diversi articoli pubblicati dal gesuita bresciano sulle pagine de La Civiltà Cattolica a partire dal 1931, tutti sulla necessità e l'importanza di un dialogo aperto e amichevole con l'Islam.
“Ci sono ancora [...] molte prevenzioni che separano musulmani da cristiani, e, se questi non si avversano ed odiano più come una volta, tuttavia non si amano ancora. Nel presente […] vorremmo spazzar via alcune [...] prevenzioni: dobbiamo parlare all'Oriente per intenderci, non per insultarci. È forse il Cristianesimo che insegna ad odiare i propri simili, i propri fratelli? [Coloro che] forse in un domani, non tanto lontano, aprendo gli occhi a una luce più viva, saranno con noi […] cittadini del paradiso? Tutte le anime rette che cercano Dio con cuore puro, anche se possono errare in qualche verità, saranno da Dio perdonate e accettate nella eterna beatitudine; chi potrà pensare che fra gli adoratori di Allah, specialmente fra i nostri semplici montanari, ignari delle grandi malizie e delle grandi colpe del mondo moderno, non ci siano di tali anime rette e sincere? È officio nostro [...] far sentire ai musulmani che noi non siamo gretti materialisti, che il cattolicesimo è tutt'altro che 'religione di corazzate e di mitragliatrici'. La Chiesa Cattolica vede con infinita tristezza che si confondono tanto spesso l'opera sua e le sue intenzioni con le idee di un insensato imperialismo, che non è meno antiscientifico che anticristiano; perché, fondandosi sulla forza bruta, ignora i potenti segreti delle forze spirituali dell'umanità, le quali pure, come insegna la storia, presto o tardi finiscono con trionfare”. 
Nel 1943 il religioso venne trasferito a Tirana dove si impegnò a difendere ed assistere gli italiani e gli albanesi, di qualsiasi credo fossero. Nel 1945 divenne viceprovinciale dei Gesuiti in Albania.

## Arresto e uccisione
Il 31 dicembre 1945 fu arrestato, insieme a Daniel Dajani, e giudicato traditore e spia del Vaticano. Fu condannato a morte il 22 febbraio 1946, insieme ad un altro sacerdote e due seminaristi e fucilato il 4 marzo 1946, a Scutari. Prima di morire gridarono Viva Cristo Re!".
L'inchiesta diocesana sul martirio venne avviata solo dopo il crollo del regime comunista in Albania e il 10 novembre 2002 a Scutari, si è aperto il processo diocesano per i quaranta martiri albanesi, tra i quali è compreso anche Giovanni Fausti.
È stato beatificato il 5 novembre 2016 nella piazza davanti alla cattedrale di Santo Stefano a Scutari assieme ad altri 37 martiri.